# 彭切什蒂鄉 (尼亞姆茨縣)
46°13′00″N 27°04′00″E / 46.2167°N 27.0667°E
彭切什蒂鄉（羅馬尼亞語：Comuna Pâncești, Neamț），是羅馬尼亞的鄉份，位於該國東北部，由尼亞姆茨縣負責管轄，面積40平方公里，海拔高度226米，2007年人口1,499，人口密度每平方公里37人。